# 町人貴族 (リヒャルト・シュトラウス)
『町人貴族』（ちょうにんきぞく、独: Der Bürger als Edelmann）作品60は、リヒャルト・シュトラウスが作曲した劇付随音楽、およびその抜粋からなる組曲。

## 概要

### 作品の成立と初演
モリエールの戯曲『町人貴族』をフーゴ・フォン・ホーフマンスタールがドイツ語で改作するにあたり、音楽はモリエールの原作のためにジャン＝バティスト・リュリが作曲したものを用いず、シュトラウスが新たに作曲することとなった。また、劇中の晩餐会の場で、同じくホーフマンスタールの台本によるオペラ『ナクソス島のアリアドネ』が劇中劇として上演されることとなり、シュトラウスは1911年から1912年にかけて付随音楽とオペラの作曲を行った。こうして全2幕（第2幕に劇中劇を含む）の戯曲として完成されたホーフマンスタール版『町人貴族』（作品60-I、TrV 228）は、1912年にシュトゥットガルトの宮廷劇場で、マックス・ラインハルトの演出とシュトラウス自身の指揮によって初演されたが、不評に終わった。この失敗は劇中劇が原因だったとする説や、上演時間が長すぎたからだという説など、複数の意見がある。

### 付随音楽と劇中劇の分離
そこでホーフマンスタールとシュトラウスは、まず劇中劇に手を加えて新たなプロローグをつけ、1つのオペラ作品として独立させた。これは『町人貴族』の劇中劇という設定を残した上で、上演前の舞台裏で繰り広げられるドタバタ（楽屋落ち）をプロローグで描き、その結果としてギリシャ悲劇とイタリア古典喜劇が同時進行するという滑稽なオペラが演じられる、というものである。この改訂版『ナクソス島のアリアドネ』（作品60-II、TrV 228a）は1916年に初演されて成功を収め、今日に至るまで上演され続けている。
一方、『町人貴族』のほうは劇中劇を削除し、別のエピソードを加えて全3幕とする形でまとめ直した。これに伴い、シュトラウスは1917年に9曲を新たに作曲し、また既存曲にも手を加えて、17のナンバーからなる付随音楽とした。この改訂版『町人貴族』（作品60-III、TrV 228b）の上演は翌1918年に行われている。

### 管弦楽組曲『町人貴族』
その後、初演版と改訂版の付随音楽から抜粋して演奏会用の組曲（作品60b-IIIa、TrV 228c）が編まれ、1920年1月31日にウィーンでシュトラウス自身の指揮によって初演された。1923年に楽譜が出版されて以降、オーケストラのレパートリーとして演奏され続けており、たんに「シュトラウスの『町人貴族』」と言った場合はこの版を指すことが一般的である。

## 楽器編成
『ナクソス島のアリアドネ』と同じく、40名に満たない小規模なオーケストラである。これは初演が小劇場で行われたためで、大編成が多いシュトラウスの作品群の中で異彩を放っている。弦楽器は一般的な5パートによる編成（弦五部）にとらわれず、1人1人の奏者に独立したパートを与えており、室内楽の要素を多分に含んでいる。
組曲版の詳細な編成は次の通り。
- 木管楽器: フルート2（第1、第2奏者ともピッコロ持ち替え）、オーボエ2（第2奏者はコーラングレ持ち替え）、クラリネット2、ファゴット2（第2奏者はコントラファゴット持ち替え）
- 金管楽器: ホルン2、トランペット、トロンボーン[4]
- 打楽器など: ティンパニ、大太鼓、小太鼓、タンブリン、シンバル、トライアングル、グロッケンシュピール、ピアノ、ハープ
- 弦楽器: ヴァイオリン6名、ヴィオラ4名、チェロ4名、コントラバス2名

## 作品の構成

### 初演版（作品60-I、1912年）

#### 第1幕
- 1. 第1幕への序曲 - Ouverture zum ersten Aufzug
- 2. ジュルダンの登場 - Auftritt des Jourdain
- 3. アリエッタ - Ariette
- 4. ジュルダンのクプレ - Couplet des Jourdain
- 5. 二重唱 - Duett
- 6. メヌエット - Menuett
- 7. 剣術の先生の場 - Szene des Fechtmeisters
- 8. 仕立て屋の登場と踊り- Auftritt und Tanz der Schneider
- 9. 無題（隣の部屋でオーケストラが『アリアドネ』の序曲を練習しているのが聞こえてくる、というト書きがある）

#### 第2幕
- 10. 前奏曲 - Einleitung
- 11. 晩餐 - Das Diner

晩餐の場に続き、劇中劇としてオペラ『ナクソス島のアリアドネ』が上演される。

### 改訂版（作品60-III、1918年）
上演時間は台詞付きで約90分（各幕40分、20分、30分）であるが、台本の脚色や演出、カットなどで大きく変わる。

#### 第1幕
- 1. 第1幕への序曲 - Ouvertüre zum I. Aufzug
- 2. ジュルダンの登場 - Auftritt des Jourdain
- 2a. ジュルダンのクプレ - Couplet des Jourdain
- 3. 音楽的会話 - Musikalisches Gespräch
- 4. メヌエット - Menuett
- 5. 剣術の先生の場 - Szene des Fechtmeisters
- 6. 仕立て屋の登場と踊り- Auftritt und Tanz der Schneider
- 7. 第1幕の終曲 - Schluß des I. Aufzuges

#### 第2幕（前半）
- 8. 第2幕への前奏曲 - Vorspiel zum zweiten Aufzug
- 9. クレオントの登場 - Auftritt des Cleonte

#### 第2幕（後半）
- 10. 間奏曲 - Intermezzo
- 11. 晩餐 - Das Diner
- 12. カノンの形式によるクーラント - Courante (in Canonform)
- 13. 第2幕の終曲 - Schluß des II. Aufzuges

#### 第3幕
- 14. シチリアーナ風前奏曲 - Vorspiel (alla Siciliene)
- 15. メロドラマ - Melodram
- 16. トルコの儀式 - Die türkische Zeremonie
- 17. 第3幕の終曲 - Schluß des III. Aufzuges

### 組曲版（作品60b-IIIa、1920年）
演奏時間は約35分。
- 1. 第1幕への序曲（町人ジュルダン） - Ouvertüre zum I. Aufzug (Jourdain - der Bürger)
- 2. メヌエット - Menuett
- 3. 剣術の先生 - Der Fechtmeister
- 4. 仕立て屋の登場と踊り - Auftritt und Tanz der Schneider
- 5. リュリのメヌエット - Das Menuett des Lully
リュリの音楽の編曲。
- 6. クーラント - Courante
付随音楽では『晩餐』の後に演奏されていたクーラントが、楽曲構成上の理由からこの位置に挿入されている。
- 7. クレオントの登場 - Auftritt des Cleonte
リュリの音楽の編曲。
- 8. 第2幕への前奏曲（間奏曲）（伯爵ドラントと公爵夫人ドリメーヌ） - Vorspiel zum II. Aufzug (Intermezzo) (Dorantes und Dorimene - Graf und Marquise)
- 9. 晩餐（食卓の音楽と料理人の踊り） - Das Diner (Tafelmusik und Tanz des Küchenjungen)